# Saqqara
Saqqara of Sakkara is een necropolis uit het Oude Egypte. Het ligt ongeveer 30 kilometer ten zuiden van Caïro. Het gebied heeft een oppervlakte van ongeveer 7 km bij 1,5 km.
Saqqara was in de Egyptische oudheid een grafveld behorend bij de (hoofd)stad Memphis. De eerste piramide in de geschiedenis, de trappiramide van Djoser, werd gebouwd in de 3e dynastie. 16 andere koningen van Egypte bouwden ook piramides in Saqqara. Gedurende de gehele faraonische periode werden er grafmonumenten aangelegd door hoge ambtenaren.
Ten noorden van het gebied dat met de naam Saqqara wordt aangeduid, ligt Aboesir; ten zuiden ligt Dahsjoer. Het hele gebied van Giza tot en met Dahsjoer was in verschillende perioden in gebruik als necropolis van Memphis en is door UNESCO aangemerkt als werelderfgoed.

## Historie en bezienswaardigheden
De dodenstad kent een lange historie van het allereerste begin in de vroeg-dynastieke periode tot aan de tijd van de Kopten.

### Vroeg-dynastieke periode
Al tijdens de 1e dynastie lieten hoge ambtenaren zich begraven in mastaba's aan de noordkant van het Saqqara-plateau. De koninklijke begraafplaats in deze tijd was te Abydos. In de 2e dynastie werden in Saqqara de eerste koningen van Egypte begraven in ondergrondse galerijen(c. 2730-2590). Van het graf van koning Nynetjer (ca. 2700-2660) is vandaag de dag aan de oppervlakte weinig te zien, maar ondergronds is er een waar labyrint aan gangenstelsels met kamers voor de grafgiften van de koning.  In één kamer werden zo’n 560 amforen met wijn gevonden. De allereerste Egyptische piramide werd onder leiding van koninklijke bouwopzichter Imhotep gebouwd voor de begrafenis van koning Djoser. Latere koningsgraven in Sakkara werden gebouwd als imposante piramides.De laatste koning van de tweede dynastie, Chasechemoey, liet zich in Abydos begraven maar bouwde in Saqqara een enorme rechthoekige ommuring, de Gisr el-Moedir. Waarschijnlijk was dit de inspiratie voor de monumentale omheiningsmuur die de trappiramide van Djoser omgeeft.
Maya en Horemheb
Ook in de tijd van Toetanchamon (ca. 1300 v.Chr.) was Sakkara een belangrijke begraafplaats. Tijdens zijn regering hadden hoge functionarissen als Horemheb, opperbevelhebber van het leger, en Maya, schatkistbewaarder, veel politieke macht. Zij lieten ten zuiden van de piramide van Djoser grote graven aanleggen die rijk versierd waren. De graven van Maya en Horemheb hebben een ondergronds deel met schachten, die naar een grafkamer leidden en een bovengrondse grafkapel. De kapel was bedoeld om bezocht te worden door familieleden en door priesters, om de overledenen te herdenken en om offers te brengen aan de eigenaar van het graf. Na verloop van tijd raakten de tombes van Horemheb en Maya in onbruik. Eeuwenlang zouden andere Egyptenaren in en rondom hun tombes begraven worden.
Monumenten uit de vroeg-dynastieke periode:
- Graf van koning Hotepsechemoei of koning Raneb
- Graf van koning Nynetjer
- Graf van koning Sechemchet
- Gisr el-Moedir, grafmonument van koning Chasechemoey
- Trappiramide van koning Djoser

### Het Oude Rijk
Bijna alle koningen van de 4e dynastie kozen andere locaties voor hun piramides. Tijdens de tweede helft van het Oude Rijk, de 5e en 6e dynastie, was Saqqara opnieuw het koninklijke grafveld. De piramides van de 5e en 6e dynastie zijn niet van massief steen, maar hebben een kern van puin en zijn daardoor minder goed bewaard dan de wereldberoemde piramides van hun voorgangers op het Giza-plateau. Oenas, de laatste koning van de 5e dynastie, liet als eerste Piramideteksten aanbrengen op de muren van de kamers in zijn piramide. Tijdens het Oude Rijk was het gebruikelijk dat hovelingen zich lieten begraven in mastaba's rond de piramide van de koning die zij dienden. In Saqqara ontstonden zo clusters van privégraven rond de piramidecomplexen van Oenas en Teti. Zo werden in 2022 nog vier graven ontdekt van hogepriesters en hoge ambtenaren.
Monumenten uit het Oude Rijk:
- Mastabet el-Fara'un, mastaba van koning Sjepseskaf
- Piramidecomplex van koning Oeserkaf
- Haram el-Shawaf, piramidecomplex van koning Djedkare
- Piramide van koning Menkaoehor (ook bekend als “piramide Lepsius no. XXIX” of “the headless pyramid”)
- Mastaba van Ti
- Mastaba van Chnoemhotep en Nianchchnoem (ook bekend als “mastaba van de twee broers”)
- Piramidecomplex van Oenas
- Mastaba van Ptahhotep
- Piramidecomplex van koning Teti
- Piramide van koningin Ipoet I
- Mastaba van Mereroeka
- Mastaba van Kagemni
- Piramidecomplex van koning Pepi I
- Piramidecomplex van koning Merenre
- Piramidecomplex van koning Pepi II
- Piramide van koningin Ipoet II
- Piramide van koningin Anchensenpepi II

### Eerste Tussenperiode
Waarschijnlijk had Neferkare-Neby, een koning van de 7e dynastie, plannen om een piramide te bouwen in Saqqara. Er zijn geen resten van zijn grafmonument gevonden.
Monumenten uit de Eerste tussenperiode:
- Piramide van Ibi I

### Middenrijk
Vanaf het Middenrijk was Memphis niet langer de hoofdstad van Egypte en lieten de koningen elders hun grafcomplexen bouwen. Er zijn weinig particuliere grafmonumenten uit deze periode in Saqqara.

### Tweede Tussenperiode
Monumenten uit de Tweede Tussenperiode:
- Piramide van Chendjer
- Piramide van een onbekende koning

### Nieuwe Rijk
Tijdens het Nieuwe Rijk was Memphis als tweede stad van Egypte een belangrijk administratief en militair centrum; vanaf het midden van de 18e dynastie lieten veel hoge ambtenaren in Saqqara een graf voor zich bouwen. Horemheb legde als generaal een groot graf aan, maar werd als farao begraven in de Vallei der Koningen bij Thebe.
Er zijn (minstens) twee belangrijke concentraties van Nieuwerijks graven in Saqqara:
1. In de omgeving van het Bubasteion: grafkamers uitgehakt in de rotswand. Vele hiervan zijn in latere periodes hergebruikt als catacomben voor de grote aantallen dierenmummies die door de nabijgelegen tempels werden geproduceerd. Van de bijbehorende grafkapellen is weinig overgebleven;
2. Ten zuiden van het Djoser-complex, in de omgeving van het Apa Jeremias-klooster: grafkamers uitgehakt in de rotsbodem. Hierbij stuitte men regelmatig op (de resten van) koninklijke graven van de vroeg-dynastieke periode, die dan werden hergebruikt. De bijbehorende grafkapellen die direct erboven werden gebouwd zijn gedeeltelijk bewaard gebleven; reliëfs uit deze kapellen zijn al vanaf de 19e eeuw naar Europese musea getransporteerd.

Veel grafmonumenten uit eerdere periodes waren tijdens het Nieuwe Rijk in verval. Prins Chaemwase, een zoon van farao Ramses II, verrichtte veel herstelwerkzaamheden in Saqqara. Hij restaureerde onder andere de Piramide van Oenas en liet daarover een tekst op de piramide aanbrengen. Chaemwase liet het Serapeum van Saqqara bouwen, de begraafplaats voor de mummies van de heilige Apis-stieren, en is hier zelf ook begraven. Het Serapeum met één ongeschonden begraving van een Apis-stier en het graf van Chaemwase zijn ontdekt door de Franse egyptoloog Auguste Mariette.
Graven uit het Nieuwe Rijk:
- Omgeving Bubasteion:
  - Graf van Thoetmosis, opper-kunstenaar onder koning Amenhotep III
  - Graf van Maïa, voedster van koning Toetanchamon
  - Familiegraf van Aperel, vizier onder koning Amenhotep III en Achnaton
- Omgeving Apa Jeremia:
  - Graf van Meryneith, een hoge functionaris in de tempel van Aton in Achetaton en Memphis
  - Graf van Maya en Merit, schatbewaarder onder koning Toetanchamon
  - Graf van Inioeia, een hoge ambtenaar onder koning Toetanchamon
  - Graf van Horemheb, generaal onder koning Toetanchamon (en later zelf koning)
  - Graf van Tia, schatbewaarder onder koning Ramses II

### Na het Nieuwe Rijk
Ook na het Nieuwe Rijk, toen er verschillende hoofdsteden in de Delta waren, bleef Saqqara in trek als begraafplaats voor ambtenaren. Het gebied werd in deze tijd een belangrijke trekpleister voor pelgrims die verschillende cultuscentra bezochten. Niet alleen nam de activiteit rond het Serapeum een hoge vlucht, maar er werden ook ondergrondse galerijen aangelegd waarin grote aantallen mummies van ibissen, bavianen, katten, honden en valken werden begraven.
Monumenten uit de Late Tijd, Ptolemaeïsche periode en Romeinse tijd:
- Verschillende schachtgraven van ambtenaren uit de Late Tijd
- Serapeum van Saqqara (voornamelijk Ptolemaeïsch)
- De zogenaamde 'Philosophers circle', een monument met beelden van belangrijke Griekse denkers en dichters, waaronder Hesiodus, Homerus, Pindarus en Plato (Ptolemaeïsch)
- In de Byzantijnse en islamitische tijd waren er in Saqqara verschillende Koptische kloostergemeenschappen gevestigd, waaronder het klooster van Apa Jeremias.

## Onderzoek en archeologie
We onderscheiden twee vormen van onderzoek: de eerste reizigers en de latere archeologisch onderzoek.

### Eerste reizigers
In de tweede helft van de zestiende eeuw bezochten de eerste Europese reizigers het gebied. Geleerden van de Expeditie van Napoleon Bonaparte (1798-1801) namen beschrijvingen en afbeeldingen van monumenten op in de Description de l'Égypte. In de periode die volgde (ca. 1815-1845), kregen verschillende mensen toestemming van de Egyptische overheid om oudheden te verzamelen en naar Europa te brengen. Onder andere de Britse consul-generaal Henry Salt, de Franse consul-generaal Bernardino Drovetti en de Griekse handelaar Giovanni d'Anastasi (later ook consul-generaal voor Zweden en Noorwegen) verzamelden topstukken en verkochten deze aan Europese musea. Vaak hielden zij de exacte locatie van hun vondsten geheim uit angst voor hun concurrenten.

### Archeologisch onderzoek
De Pruisische expeditie naar Egypte in 1842-1845 onder leiding van Karl Lepsius produceerde een wetenschappelijke kaart van Saqqara.
In de tweede helft van de negentiende eeuw verrichtte Auguste Mariette veel werk in Saqqara. Hij ontdekte o.a. het Serapeum en veel Ouderijks mastaba's.
In 1881 werden de piramideteksten ontdekt door Gaston Maspero. James Quibell, Cecil Firth en Gustave Jéquier deden in de eerste helft van de twintigste eeuw opgravingen.
Philippe Lauer en Bryan Emery begonnen in deze tijd hun onderzoek naar respectievelijk de trappiramide van Djoser en de pre-dynastieke grafvelden. Zij pakten hun werk na de Tweede Wereldoorlog weer op. Het werk van Emery werd voortgezet door Geoffrey Martin, die in 1975 een samenwerking aanging met Hans Schneider van het Rijksmuseum van Oudheden in Leiden. Deze missie doet sindsdien opgravingen in het Nieuwerijks grafveld ten zuiden van het klooster van Apa Jeremias.
In 1999 trokken de Engelsen zich terug en ging het Rijksmuseum van Oudheden in Leiden onder leiding van Maarten Raven samenwerken met de Universiteit Leiden (René van Walsem). Onder de graven die door deze missie zijn (her)gevonden bevinden zich die van Horemheb, Maya & Merit, Tia & Tia, Ramose, Inioeia, Pay & Raia, Meryneith en Ptahemwia. (Fragmenten van) reliëfs en beelden uit verschillende van deze graven waren al langer in bezit van musea in Leiden, Cairo, Berlijn, Londen, Parijs, Bologna etc. Een dubbelbeeld dat in 2001 werd gevonden in het graf van Meryneith is tentoongesteld in het Egyptisch Museum (Caïro). Sinds 2015 werkt het Rijksmuseum van Oudheden samen met het Museo Egizio in Turijn onder leiding van Dr. L. Weiss en Dr. C. Greco aan het Nieuwerijkse grafveld.
Vele andere opgravingsteams van allerlei nationaliteiten waren en zijn actief in Saqqara, met name:
- De Egyptische Oudheidkundige Dienst (o.a. Zakaria Goneim, trappiramide van Sechemchet; 1951-1955 - Magdi el-Ghandur, mastaba van Kaemnofret; 1994-1997 - Mohammed Hagras, archaïsch grafveld in Noord-Saqqara; 1995-2003 - Zahi Hawass, grafveld rond de piramide van Teti; 1994-2008)
- Verschillende projecten van de Egypt Exploration Society (vroeger Bryan Emery, Harry Smith, Geoffrey Martin, nu David Jeffreys, Paul Nicholson, Janine Bourriau)
- Jean-Philippe Lauer (voor de Egyptische Oudheidkundige Dienst en de Mission Archéologique Française de Saqqara, complex van de trappiramide van Djoser; 1926-2001)
- Mission Archéologique Française de Saqqara (voorheen Jean Leclant, nu Audran Labrousse; sinds 1951)
- Het team van Cairo University (voorheen Soad Maher en Sayed Tewfik, nu Ola el-Aguizy, Nieuwerijks en Ouderijks graven in de buurt van het klooster van Apa Jeremias; sinds 1977)
- De Duitse missie (Hartwig Altenmüller en Ahmed Moussa, later Peter Munro, nu Günter Dreyer, grafveld langs de toegangsweg van de piramide van Oenas; sinds 1970)
- De Italiaanse missie (Edda Bresciani, rotsgraven uit de Late Tijd in Zuid-Saqqara; sinds 1972)
- Mission archéologique française du Bubasteion (Alain Zivie, Nieuwerijks graven; sinds 1980)
- Het Schotse Saqqara Geophysical Survey Project (Ian Mathieson en Jon Dittmer; sinds 1990)
- De Japanse missie (Sakuji Yoshimura en Nozomu Kawai, "heuvel van Chaemwase" op de grens van Aboesir en Saqqara; sinds 1991)
- De missie van het Louvre (Christiane Ziegler; sinds 1991)
- Het team van het Pennsylvania Museum (David Silverman, grafveld rond de piramide van Teti; sinds 1992)
- De Australische missie (Naguib Kanawati en Alexandra Woods, Ouderijks graven rond de piramide van Teti; sinds 1994, vervolg op Egyptische opgravingen van Zaki Saad en Mahmud Abd-er-Raziq)
- De Poolse missie (Karol Myśliwiec, mastaba van Merefnebef; sinds 1996)
- Het team van het Institut Français d'Archéologie Orientale (IFAO), Caïro (Vassil Dobrev, laat-Ouderijks graven in Zuid-Saqqara; sinds 2000)

### Plunderingen in 2011
Tijdens de Egyptische Revolutie van 2011 vonden plunderingen plaats in de grafvelden van Saqqara, Aboesir en Dahsjoer. Magazijnen werden geopend door plunderaars op zoek naar schatten, maar de monumenten in Saqqara bleven grotendeels onbeschadigd.

### Vondsten in musea
Omdat Saqqara niet ver van Caïro ligt, werd het gebied vanaf de 19e eeuw intensief doorzocht door reizigers, grafrovers en oudhedenhandelaren die hun vondsten verkochten aan verzamelaars en musea. Voorwerpen en (delen van) monumenten, zoals reliëfs, uit Saqqara zijn te vinden in musea over de hele wereld. Begin 20e eeuw werden de monumenten zo bedreigd dat het hoofd van de Egyptische Oudheidkundige Dienst, Gaston Maspero, complete mastaba-kapellen te koop aanbood: liever in hun geheel naar een museum in Europa overgebracht, dan de reliëfs in delen geplunderd. Sinds 2006 is er in Saqqara zelf een museum, het Imhotep Museum.

## Herkomst van de naamSaqqara
De opvatting dat de naam Saqqara is afgeleid van de Oud-Egyptische god Sokaris is onjuist. De moderne plaatsnaam is afgeleid van Beni Saqqar (“zonen van Saqqar”), een oorspronkelijk uit Marokko afkomstige Berberse stam die vanaf de Fatimidentijd in de streek woonde.